# Список підводних човнів ВМС Швеції
Список підводних човнів ВМС Швеції — перелік підводних човнів, що входять або входили у склад озброєння ВМС Швеції.
| Тип                         | Представники | Зовнішній вигляд | Основні характеристики                                                | Роки служби         | Примітки                                   |
| --------------------------- | --- | ---------------- | --------------------------------------------------------------------- | ------------------- | ------------------------------------------ |
| HMS Hajen                   | HMS Hajen |                  | 107/127 т; 9,5/6,5 вузлів; 1 x 450 мм, 2 торпеди                      | 1904—1922 рр.       | Пам'ятник в Карлскруні                     |
| HMS Hvalen                  | HMS Hvalen |                  | ?/187 т; 14,8/6,3 вузлів; 2 x 457 мм                                  | 1909—1919 рр.       |                                            |
| HMS Undervattensbåten N:r 2 | HMS Undervattensbåten N:r 2 |                  |                                                                       | 1909 — ? рр.        |                                            |
| HMS Undervattensbåten N:r 3 | HMS Undervattensbåten N:r 3 |                  |                                                                       | 1909 — ? рр.        |                                            |
| HMS Undervattensbåten N:r 4 | HMS Undervattensbåten N:r 4 |                  |                                                                       | 1909 — ? рр.        |                                            |
| HMS Laxen                   | HMS Laxen |                  |                                                                       | 1914 — ? рр.        |                                            |
| HMS Gäddan                  | HMS Gäddan |                  |                                                                       | 1915 — ? рр.        |                                            |
| Тип Svärdfisken             | HMS Svärdfisken HMS Tumlaren HMS Delfinen |                  |                                                                       | 1914 — ? рр.        |                                            |
| Тип Braxen                  | HMS Abborren HMS Braxen |                  |                                                                       | 1916 — ? рр.        |                                            |
| Тип «Гаєн» (Hajen II)       | HMS Hajen (1917) HMS Sälen (1918) HMS Valrossen (1918 р.) |                  |                                                                       | 1917 — ? рр.        |                                            |
| Тип Bävern                  | HMS Bävern (1921) HMS Illern (1918) HMS Uttern (1918) HMS Valen (1925) |                  |                                                                       | 1918 — ? рр.        |                                            |
| Тип «Дракен»                | HMS Draken (1926) HMS Gripen (1928) HMS Ulven (1930 р.) |                  |                                                                       | 1926 — ? рр.        |                                            |
| Тип «Дельфінен»             | HMS Delfinen (1934) HMS Nordkaparen (1935) HMS Springaren (1935) |                  | 540/730 т, 15/10 вузлів 4×533 мм ТА, 1×57 мм, 1×25 мм                 | 1934 — ? рр.        |                                            |
| Тип Sjölejonet              | HMS Sjölejonet (1936) HMS Sjöbjörnen (1938) HMS Sjöhunden (1938) HMS Svärdfisken (1940) HMS Tumlaren (1940) HMS Dykaren (1940) HMS Sjöhästen (1940) HMS Sjöormen (1941) HMS Sjöborren (1941) |                  |                                                                       | 1936 — ? рр.        |                                            |
| Серія U                     | HMS U1 (1941) HMS U2 (1942) HMS U3 (1942) HMS U4 (1943) HMS U5 (1943) HMS U6 (1943) HMS U7 (1943) HMS U8 (1944) HMS U9 (1944)                                                                |                  |                                                                       | 1941 — 1963? рр.    |                                            |
| Тип «Нептун»                | HMS Näcken HMS Najad HMS Neptun |                  |                                                                       | 19?? — ? рр.        |                                            |
| HMS Spiggen (1958)          | HMS Spiggen (1958) |                  |                                                                       | 1958 — ?            | Міні-під.човен, колишній X51 Stickleback   |
| Тип «Абборрен» (ex-тип U1)  | HMS Abborren (1963) (ex U5) HMS Gäddan (1963) (ex U7) HMS Laxen (1963) (ex U8) HMS Forellen (ex U4) HMS Makrillen (ex U9) HMS Siken (ex U6)                                                  |                  |                                                                       | 1963 — ? рр.        |                                            |
| тип «Гаєн» III              | HMS Hajen (1954) HMS Sälen (1955) HMS Valen (1955) HMS Bävern (1958) HMS Illern (1957) HMS Uttern (1958)                                                                                     |                  |                                                                       | 1954 — 1980? рр.    | основані на німецьких човнах проекту XXI   |
| тип «Дракен» II             | HMS Draken (1960) (Dra) HMS Gripen (1960) (Gri) HMS Vargen (Vgn) HMS Delfinen (1961) (Del) HMS Nordkaparen (1961) (Nor) HMS Springaren (1961) (Spr)                                          |                  |                                                                       | 1960 — ?            |                                            |
| Тип «Шеурмен»               | HMS Sjöormen (1967) (Sor) HMS Sjölejonet (1967) (Sle) HMS Sjöbjörnen (1968) (Sbj) HMS Sjöhunden (1968) (Shu) HMS Sjöhästen (1968) (Shä)                                                      |                  |                                                                       | 1967—1997 рр.       | передані Сингапурові                       |
| Тип «Наккен»                | HMS Näcken (1978) — (Näk) HMS Najad (1979) — (Nad) HMS Neptun (1978) — (Nep) |                  | 1050/1145 т, 12/20 узлів 6x533 мм ТА, 8 торпед 2x400 мм ТА, 4 торпеди | 1980—2000 рр.       | Вперше отримали ВНД                        |
| Тип «Вестерйотланд»         | HMS Västergötland (Vgd) HMS Hälsingland (Hgd) |                  |                                                                       | 1987—2005 рр.       | 2 — Седерманланд, 2 — передані Сингапурові |
| HMS Spiggen (1990) (Spi)    | HMS Spiggen (1990) (Spi) |                  |                                                                       | 1990 — наш час рр.  | Міні-субмарина                             |
| Тип «Седерманланд»          | HMS Södermanland (Söd) HMS Östergötland (Öst) |                  |                                                                       | 1989 — наш час рр.. | переобладнані з Вестерйотланд              |
| Тип «Готланд»               | HMS Gotland (Gtd) HMS Halland (Hnd) HMS Uppland (Upd) |                  |                                                                       | 1996 — наш час рр.. |                                            |
| URF                         | URF |                  |                                                                       | 19?? — ? рр.        | глибоководний модуль                       |

| Прапор Швеції | Це незавершена стаття про Швецію. Ви можете допомогти проєкту, виправивши або дописавши її. |